# Catar en los Juegos Olímpicos
Catar en los Juegos Olímpicos está representado por el Comité Olímpico de Catar, creado en 1979 y reconocido por el Comité Olímpico Internacional en 1980.
Ha participado en once ediciones de los Juegos Olímpicos de Verano, su primera presencia tuvo lugar en Los Ángeles 1984. El país ha obtenido un total de nueve medallas en las ediciones de verano: dos de oro, dos de plata y cinco de bronce.
En los Juegos Olímpicos de Invierno Catar no ha participado en ninguna edición.

## Medallero

### Por edición
Juegos Olímpicos de Verano
| Evento              | Oro | Plata | Bronce | Total |
| ------------------- | --- | ----- | ------ | ----- |
| Los Ángeles 1984    | 0   | 0     | 0      | 0     |
| Seúl 1988           | 0   | 0     | 0      | 0     |
| Barcelona 1992      | 0   | 0     | 1      | 1     |
| Atlanta 1996        | 0   | 0     | 0      | 0     |
| Sídney 2000         | 0   | 0     | 1      | 1     |
| Atenas 2004         | 0   | 0     | 0      | 0     |
| Pekín 2008          | 0   | 0     | 0      | 0     |
| Londres 2012        | 0   | 1     | 1      | 2     |
| Río de Janeiro 2016 | 0   | 1     | 0      | 1     |
| Tokio 2020          | 2   | 0     | 1      | 3     |
| París 2024          | 0   | 0     | 1      | 1     |
| TOTAL               | 2   | 2     | 5      | 9     |

### Por deporte
Deportes de verano
| Evento       | Oro | Plata | Bronce | Total |
| ------------ | --- | ----- | ------ | ----- |
| Atletismo    | 1   | 2     | 2      | 5     |
| Halterofilia | 1   | 0     | 1      | 2     |
| Tiro         | 0   | 0     | 1      | 1     |
| Vóley playa  | 0   | 0     | 1      | 1     |
| TOTAL        | 2   | 2     | 5      | 9     |